# Saccharum ravennae

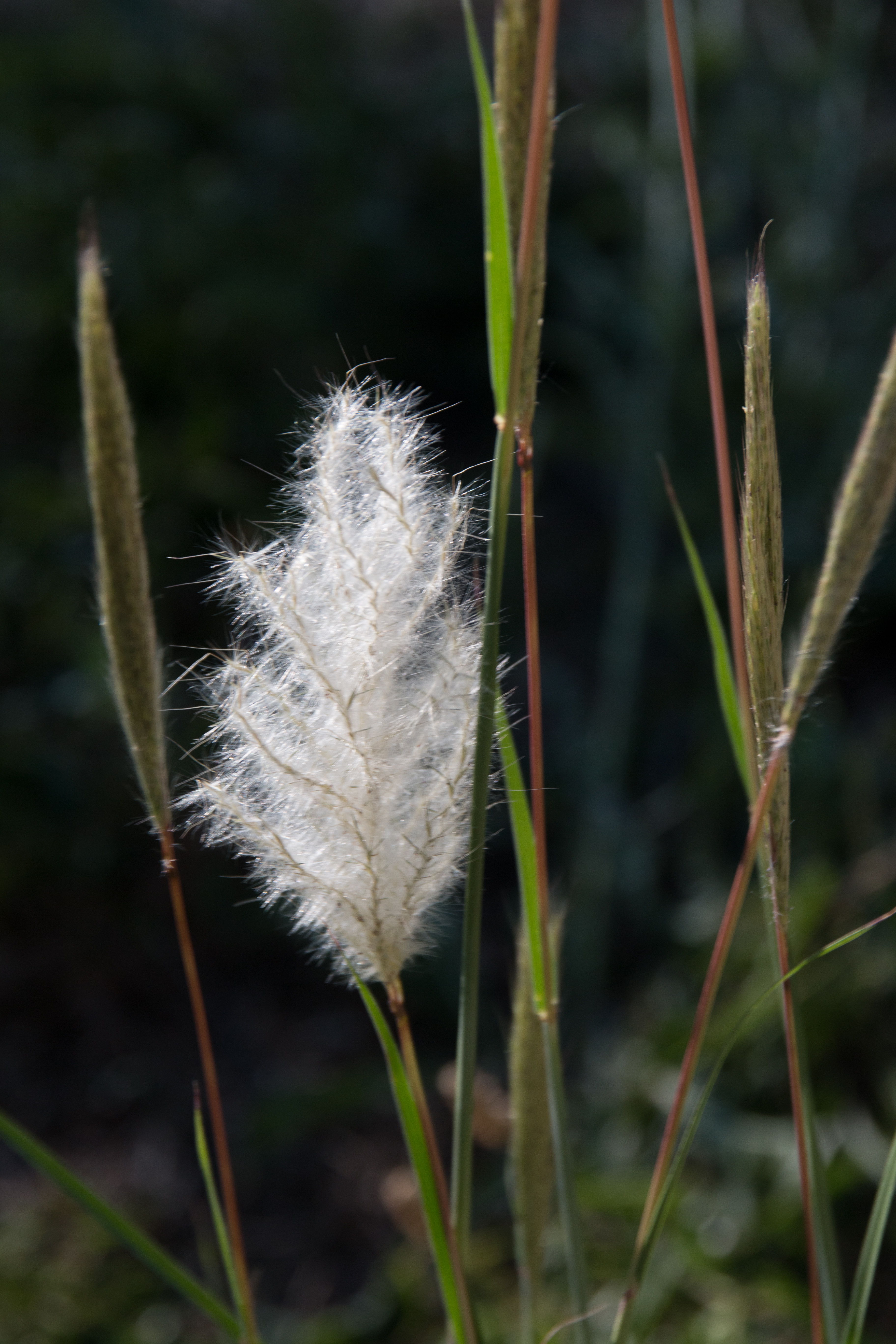
Inflorescència

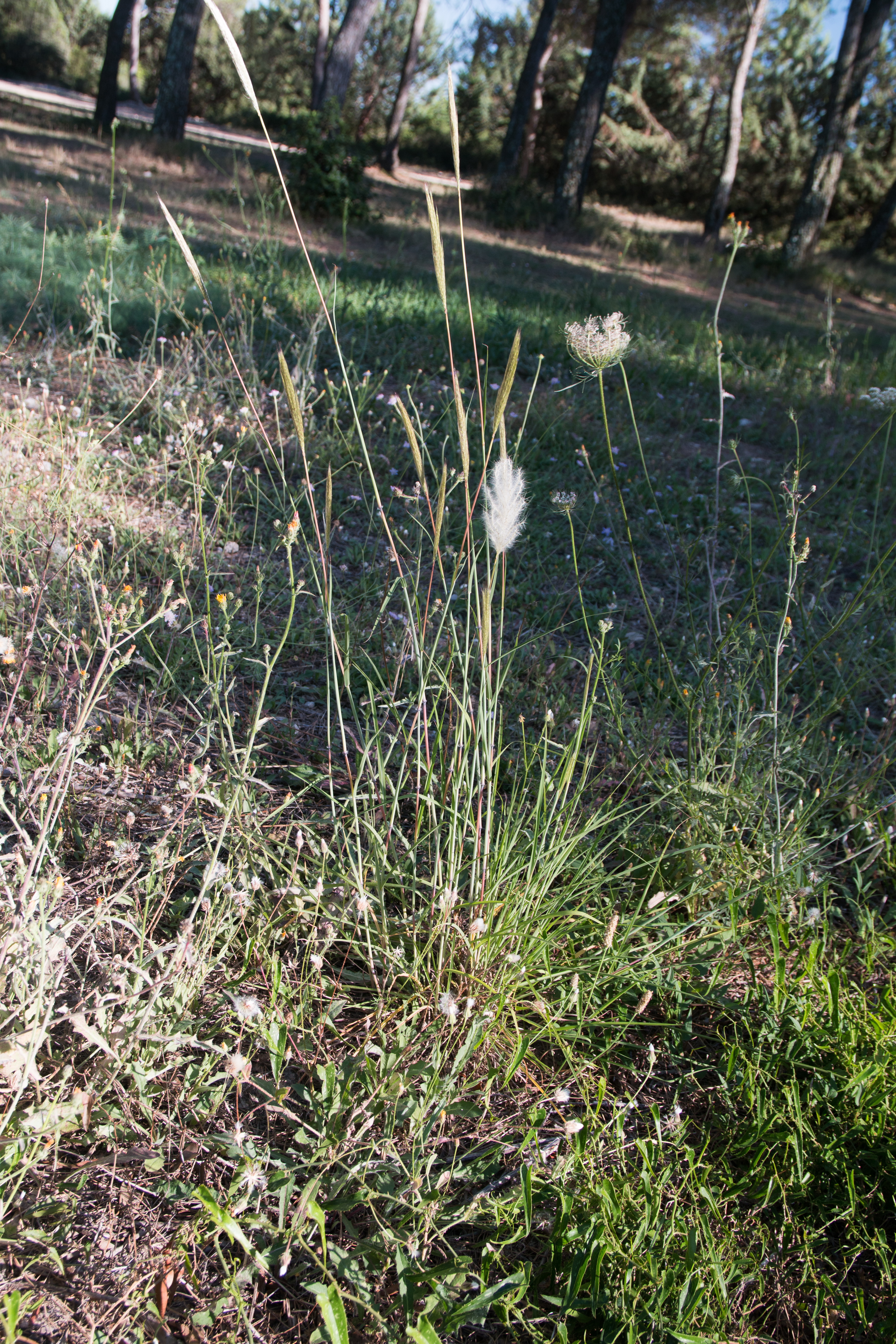
Al seu hàbitat

Saccharum ravennae és una espècie de planta herbàcia de la família de les poàcies originària del sud d'Europa i oest d'Àsia, i coneguda a Amèrica del Nord com una espècie introduïda, on és tractada com una planta invasora.

## Descripció
Són plantes cespitoses. Tiges de fins a 2 m d'alçada i 1,5 cm de diàmetre, robustes, glabres. Fulles amb lígula de 0,5-2,5 mm, truncada o obtusa; limbe pla, amb marge serrat i nervi mitjà molt marcat i blanquinós, densament hirsut a l'anvers cap a la zona de contacte amb la beina; el de les fulles basals de fins a 125 × 2 cm, el de les caulinars més curt. Panícula de 25-60 cm, de contorn lanceolat, més o menys llopada, plumosa, amb branques piloses. Espiguetes de 3,5-5,5 mm, envoltades a la base per nombrosos pèls sedosos de 3-6 mm, amb peduncles pilosos. Glumes agudes o acuminades. Lemma membranosa, aguda, la de les flors hermafrodites amb aresta de 2,5-5 mm. Anteres 1,8-2,5 mm. Cariopsis de 1,5 × 0,6 mm, oblonga. Floreix de maig a octubre.

## Distribució i hàbitat
Es troba en arenals humits. Es distribueix per les regions mediterrània, irano-turaniana i saharo-indica.

## Taxonomia
Saccharum ravennae va ser descrita per (L.) L. i publicada a Systema Vegetabilium. Editio decima tertia 2: 88, l'any 1774.

### Citologia
Nombre de cromosomes de Saccharum ravennae i tàxons infraespecífics: 2n=20+(0-1B).

### Etimologia
- Saccharum: nom genèric que deriva del grec sakcharon (sucre), i altres paraules similars en  malai i sànscrit per "sucre o el suc de la canya de sucre ".[6]
- ravennae: epítet específic.

### Sinonímia
- Agrostis ravennae (L.) P.Beauv.
- Andropogon caudatus M.Bieb.
- Andropogon ravennae L.
- Erianthus elephantinus Hook.f.
- Erianthus jamaicensis Andersson
- Erianthus monstieri Carrière
- Erianthus parviflorus Pilg.
- Erianthus purpurascens Andersson
- Erianthus ravennae (L.) P.Beauv.
- Erianthus ravennae var. binervis Chiov.
- Erianthus ravennae var. jamaicensis (Trin.) Hack.
- Erianthus ravennae subsp. parviflorus (Pilg.) H.Scholz
- Erianthus ravennae var. purpurascens (Andersson) Hack.
- Erianthus scriptorius Bubani
- Ripidium elephantinum (Hook.f.) Grassl
- Ripidium ravennae (L.) Trin.
- Saccharum elephantinum (Hook.f.) V.Naray. ex Bor
- Saccharum jamaicense Trin.
- Saccharum parviflorum (Pilg.) Pilg.
- Saccharum ravennae subsp. parviflorum (Pilg.) Maire
- Tripidium ravennae (L.) H.Scholz
- Tripidium ravennae subsp. parviflorum (Pilg.) H.Scholz[7]